# ندى نديم بروتي
ندى نديم بروتي (بالإنجليزية: Nada Nadim Prouty)‏ (اسم الولادة ندى نديم الأعور، من مواليد عام 1970) هي استخباراتية لبنانية سابقة من أصل درزي عملت في مكافحة الإرهاب الأمريكية مع مكتب التحقيقات الفيدرالي (FBI) ووكالة المخابرات المركزية (CIA)، عملت في قضايا بارزة مثل تفجير المدمرة الأميركية يو إس إس كول، وكانت تقيم في بغداد أثناء حرب العراق، وقد استقالت بعد تحقيق حكومي في صهرها -طلال خليل شاهين- مما أدى إلى اكتشاف أنها ارتكبت عملية احتيال زواج متعلقة بالهجرة، زعمت بروتي أنها كشفت عن زواج زائف إلى مكتب التحقيقات الفيدرالي عندما تقدمت بطلب، ولم ينكر مكتب التحقيقات الفيدرالي هذا الادعاء مبينًا ببساطة أن مكتب التحقيقات الفيدرالي «لم يتغاضى عن الزواج».
ولدت تابعة للعقيدة الدرزية وفي وقت لاحق في الحياة اعتنقت الكاثوليكية.

## سيرة شخصية
نشأت ندى بروتي في لبنان، وعندما كانت في التاسعة عشرة من عمرها هربت من الحرب الأهلية اللبنانية وخطط والدها لوضعها في زواج منظم، وقد جاءت إلى الولايات المتحدة بتأشيرة طالب (حيث كانت الجامعة الأمريكية في لبنان قد أوقفت الدراسة) وحضرت في كلية ديترويت للأعمال ‏، ودخلت في زواج احتيالي من مواطن أمريكي لتكون قادرة على تحمل نفقات دراستها والبقاء في الولايات المتحدة وعدم العودة إلى لبنان، أختها جاءت أيضا إلى الولايات المتحدة، وحصلت بروتي على شهادة محاسبة وانضمت إلى مكتب التحقيقات الفيدرالي بناءً على نصيحة أستاذ لها.
وفي مكتب التحقيقات الفيدرالي كانت عميلة خاصة في فرقة إرهاب دولية، حيث عملت في قضية تفجير يو إس إس كول وقضية تفجير أبراج الخبر وقضية لورنس فولي وحالات الإرهاب الأخرى، وفي حوالي عام 2003 التحقت بوكالة الاستخبارات المركزية، وقد اعتقدت أن وكالة المخابرات المركزية ستسمح لخلفيتها الثقافية وقدراتها اللغوية أن يتم استخدامهما بفاعلية أكثر في عملها، كما شعرت أنه يتم التعامل مع اللغويين في مكتب التحقيقات الفيدرالي على أنهم «مواطنون من الدرجة الثانية».
عملت لدى وكالة الاستخبارات المركزية في بغداد في محاولة لمنع الهجمات الإرهابية في أعقاب غزو العراق عام 2003، وقد صدقت عرض كولن باول حول أسلحة الدمار الشامل العراقية، وأن العراق له صلات بتنظيم القاعدة، وصفت فيما بعد نفسها بأنها شعرت «بالخداع» من قبل السلطات عندما اكتشف أنه لا توجد أسلحة دمار شامل، وعلى الرغم من ذلك فقد شعرت ندى أنها مضطرة للبقاء في وظيفتها والمساعدة في إنقاذ الأرواح.
في 13 أيار (مايو) 2008 أصدرت المحكمة المحلية الأمريكية -المقاطعة الشرقية في ميشيغان القسم الجنوبي- أمرًا بإلغاء تجنيس بروتي نتيجة لإدانتها بتهمة الاحتيال في التجنيس في انتهاك للمادة 18 من قانون الولايات المتحدة قسم 1425 (أ).
وفي 13 أيار (مايو) 2008 أصدرت المحكمة المحلية في الولايات المتحدة أمرًا بالنفي (ترحيل الأجانب) وأمرًا متزامنًا لحجب الترحيل إلى لبنان وفقًا لقانون الولايات المتحدة بند 1228 (ج).
في منتصف نوفمبر 2011، أصبحت بروتي مجددًا مقيمة قانونيًا في الولايات المتحدة بعد تدخل بعض كبار المسؤولين في الحكومة وتوقيعه بشأن تغيير الوضع، وقد ذكرت أنها تقدمت حاليًا بطلب للحصول على الجنسية الكاملة.

## تحقيق
كان صهرها طلال خليل شاهين صاحب مطاعم لا شيش في ميشيغان، وتم التحقيق مع شاهين في وقت لاحق بسبب العديد من الأنشطة المزعومة بما في ذلك التهرب الضريبي والرشوة والابتزاز والاتصال بالشيخ محمد حسين فضل الله، وفي عام 2007 كان شاهين يعيش هاربًا في لبنان.
في النهاية قادت التحقيقات التي أجراها شاهين بعض الناس في وزارة العدل إلى التحقيق مع بروتي، حيث قابلتها الحكومة وألمحت إلى أنها قد حصلت على معلومات حول حزب الله وأقاربها على أنظمة الكمبيوتر التابعة لمكتب التحقيقات الفيدرالي والتي زعمت وزارة العدل أنها كانت مخالفة جنائية لقانون الاحتيال وإساءة استخدام الكمبيوتر، ووصفت فكرة أنها استخدمت النظام للبحث عن معلومات حول حزب الله أو أقاربها أنها فكرة «كاذبة وسخيفة للغاية»، وقد قال المسؤولون الأمريكيون في وقت لاحق إنه لا يوجد دليل على أن بروتي كشفت بشكل غير صحيح أي معلومات لأي شخص، فلم يكن هناك أي دليل على أنها نقلت أسرار إلى حزب الله أو إلى مجموعات أخرى تعتبرها الولايات المتحدة إرهابية.
ومع ذلك زعم أن التحقيق كشف أن بروتي وشقيقتها وصديقة لها قد ارتكبا جميعاً تزويرًا للهجرة في عام 1989 عندما كانت تبلغ من العمر 19 عامًا من خلال دفع رجل ليتزوجها حتى تتمكن من الحصول على جنسية الولايات المتحدة، وتزعم بروتي أنها كشفت عن زواج مزيف في طلبها لمكتب التحقيقات الفيدرالي FBI وأن FBI لم يكن من الممكن أن يكون على جهل بالزواج نظرًا للتحقيقات الأساسية الشاملة التي تتطلبها واجبات FBI، وقد تنازلت طواعية عن قانون العشر سنوات تقادم بسبب الهجرة غير الشرعية، وفي عام 2007 أقرت بارتكاب جنايتين تتعلقان بالزواج المزيف وتهمة جريمة واحدة لاستخدام غير مصرح به لجهاز الكمبيوتر التابع لمكتب التحقيقات الفيدرالي، وتشمل التكتيكات التي زُعم أنها استخدمت ضدها لإجبارها على إجراء استئناف تشمل تجميد الحسابات المصرفية وتهديد أفراد الأسرة والتهديد بمطارد زوجها وتهديدها بالترحيل والتهديد بتوجيه الاتهام إليها بعشرات الجنايات والتهديد بالكشف عن هويتها علنًا على أنها عميل FBI و CIA، كما وصفت أنه إذا تم ترحيلها إلى لبنان فسيكون ذلك «حكم بالإعدام» فقد كانت تخشى التعذيب أو القتل على أيدي الجماعات هناك، وكان لديها طفل صغير للعناية به وقد تأثر قرارها بالاستئناف بشدة بمكانتها كأم، كما تأثرت بارتفاع تكاليف الدفاع القانوني، ولم تُمنح أي عقوبة بالسجن على الرغم من أن موافقتها على الاستئناف قد ترك هذا الخيار مفتوحًا للقاضي في قضيتها.
تطلب هيكل الالتماس من القاضي أن يسقط جنسيتها الأمريكية، لكنها منحت حجب الترحال من قاضي الإبعاد/الترحيل بسبب التهديد المتصور لحياتها وسلامتها في بلدها الأصلي بسبب أنشطتها في الولايات المتحدة.
تمت ترقية المحامي الأمريكي الذي حاكمها إلى منصب قاضٍ فدرالي في ميشيغان.

## تصوير في وسائل الإعلام
قصة 60 دقيقة عن بوتري كسبت تعاطفًا، حيث قابلوها وسألوا «هل تم كشف الخائن؟ أم أن أمريكا خسرت شخصية وطنية؟»
كما كتبت كتاب «لا يضاهى» التي نشرتها بارجريف ماكميلان في عام 2011.

## روابط خارجية
- «اضطهاد ندى بروتي» من قبل رادلي بالكو بالأسباب
- «مطاردة ندى بروتي بطلة مكافحة الإرهاب» لجيف شتاين لصحيفة واشنطن بوست